# Europass
Az Europass az Európai Unió kezdeményezésére jött lére azzal a céllal, hogy támogassa az álláskeresőket és tanulni vágyókat tanulmányi és karriercéljuk elérésében. Az Europass dokumentumok átláthatóan mutatják be az egyén szaktudását, végzettségét, nyelvtudását és szakmai tapasztalatait, ezzel megkönnyítve az álláskeresést egész Európában.
2018-ban új határozatot fogadott el az Európai Bizottság, amely azt irányozta elő, hogy az Europass dokumentumcsalád szolgáltatások összességévé alakuljon át. A megújulás részeként az Europass 2020 júliusától online portálként érhető el. A portálon mindemellett számos szolgáltatás is elérhető!

## Europass önéletrajz
Az Europass-al könnyen létrehozható egy áttekinthető és rendszerezett önéletrajz. Az  Europass portálon keresztül 30 nyelven kitölthető önéletrajz előnye, hogy leegyszerűsíti az álláskereső adatbázisokon keresztül történő jelentkezést, hiszen egy kattintással megosztható a munkáltatókkal. Az Europass önéletrajz egy rugalmas formátum, amely a tanulmányok és a szakmai tapasztalatok részletekbe menő és konkrét kifejtése mellett lehetőséget ad a különböző készségek bemutatására is. Az önéletrajz személyre szabható és kiegészíthető további információkkal, valamint mellékleteket is van lehetőség feltölteni. A CV-kitöltéséhez útmutatók és minták is elérhetőek az europass.hu oldalon.

## Europass motivációs levél
Az Europass motivációs levél egy rugalmasan alakítható és személyre szabható dokumentum, amely az önéletrajz mellett a második legfontosabb pályázáshoz szükséges dokumentum. Az Europass motivációs levél a szöveg megírásában teljesen szabad kezet ad, miközben a formai és tartalmi szerkesztés és formázás terhét leveszi a kitöltő válláról. Az Európai Bizottság által fenntartott online szerkesztőfelület emellett jól bevált mondatkezdéseket és szófordulatokat is ajánl, ezzel is támogatva a sikeres pályázati anyag elkészítését. Az Europass motivációs levél 30 nyelven érhető el, és mellékletek is csatolhatók hozzá.

## Europass oklevélmelléklet
Az Europass oklevélmellékletet a felsőoktatási intézményekben végzettek kapják meg oklevelükkel egybekötötten. Az  Europass oklevélmelléklet részletezi a diplomaszerző által folytatott és sikeresen lezárt tanulmányok tartalmát, jellegét és szintjét.  Mindemellett hozzájárul a különböző országokban szerzett diplomák összehasonlíthatóságához és azok elismerésének elősegítéséhez. A dokumentumot a felsőoktatási intézmények bocsátják ki.

## Europass bizonyítvány-kiegészítő
Europass bizonyítvány-kiegészítők főszabálya szerint a 2005. július 1. után végzett tanulók számára állíthatók ki, akik szakképzésben vettek részt. A korábban végzett tanulók számára akkor adható ki Europass bizonyítvány-kiegészítő, ha a szakmai-és vizsgakövetelmények azonosak voltak azokkal, amelyek a 2005. július 1. után végzettekre vonatkoztak. Az Europass bizonyítvány-kiegészítő tartalmazza a  szakképzés során szerzett képesítést, a  tanulmányok pontos tartalmát, jellegét, szintjét, a betölthető foglalkozások körét. A dokumentumot a vizsgaszervezésre jogosult intézmények bocsátják ki. 

## Europass mobilitási igazolvány
Az Europass mobilitási igazolvány az európai országok valamelyikében folytatott tanulmányok, szakmai gyakorlatok, tanulmányutak, továbbképzések, speciális kurzusok, nyári egyetemek, önkéntes munka stb. során elsajátított tudás, készségek és kompetenciák igazolására szolgáló dokumentum. Célja, hogy bemutassa a mobilitások eredményeit, az elsajátított kompetenciákat, a megszerzett munkatapasztalatokat és elsajátított készségeket. Egy, kettő vagy akár három nyelven (angol, német, francia) is kérhető a kiállítása a magyar mellett. A dokumentum magyarországi kiadását a Tempus Közalapítvány koordinálja.

## Nemzeti Europass Központok
A Nemzeti Europass Központok koordinálják az Europass dokumentumok kibocsátását országaikban, tájékoztatják az állampolgárokat a dokumentumok elérhetőségéről. 

## Külső hivatkozások
- europass.hu
- Europass dokumentumok
- Europass CV és online kitöltő-felület Archiválva 2014. augusztus 15-i dátummal a Wayback Machine-ben
- Hibák a CV-ben: milyen NE legyen az Europass önéletrajz
- Europass Önéletrajz minták magyarul
- Nemzeti Europass Központok
- Új köntösben az Europass CV
- Az Europass története